# 12516 Karenyoung
12516 Karenyoung è un asteroide della fascia principale. Scoperto nel 1998, presenta un'orbita caratterizzata da un semiasse maggiore pari a 2,1937256 au e da un'eccentricità di 0,0788892, inclinata di 4,88787° rispetto all'eclittica.